# Festung Cindey

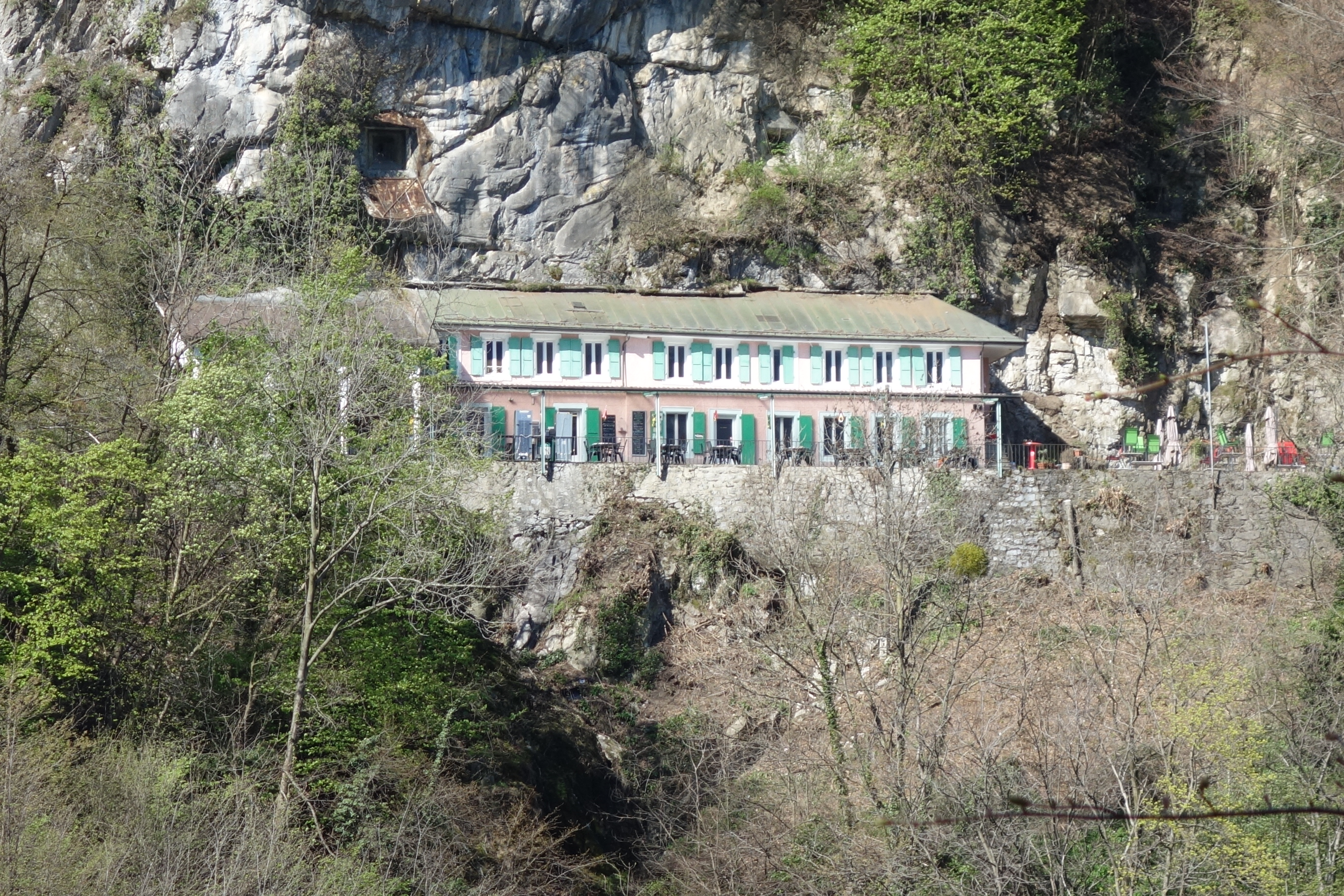
Scharten oberhalb des Eingangs bei der «Grotte aux Fées»

Die Festung Cindey (Armeebezeichnung A 155) ist ein ehemaliges Artilleriewerk in der Talenge von Saint-Maurice in der Schweiz. Es bildet zusammen mit dem Fort du Scex das Flankierwerk zu den Festungen Dailly und Savatan und zählt mit ihnen zu den wichtigsten Werken im Festungsgebiet Saint-Maurice.
Fort Cindey befindet sich am linken Rhoneufer oberhalb des Schlosses Saint-Maurice und ist mit dem ein Kilometer südlich gelegenen Fort du Scex durch eine natürliche Höhle Grotte aux Fées verbunden, wo sich auch der Festungseingang befindet. Diese Höhle wurde durch die Armee zu einem begehbaren Tunnel ausgeweitet.

## Geschichte
Drei Generationen militärischer Festungswerke beherrschen den Engpass von Saint-Maurice mit dem Brückenkopf: das Schloss Saint-Maurice von 1476, die Dufourbefestigungen beidseitig der Rhone von 1831 und Fort Cindey von 1941.
Das Fort Cindey sollte gemäss den Festungsplanern mit den auf dem rechten Rhoneufer im Kanton Waadt liegenden Festungen Savantan und den beiden kleinen Artilleriewerken Petit-Mont und Toveyres die Achse von Bex hinter dem Hügel von Chiètres Richtung Saint-Maurice verteidigen und ein Vordringen von Norden verhindern. Die Achse war mit den natürlichen Hindernissen des Rhonekanals und des Baches Le Courset sowie mit Panzersperren und Sperren für Strassen und Eisenbahnlinien befestigt.
Der 1941 begonnene Bau der Festung wurde 1946 vollendet und von 1948 bis 1952 zusätzlich mit zwei 10,5-cm-Kanonen erweitert.⊙

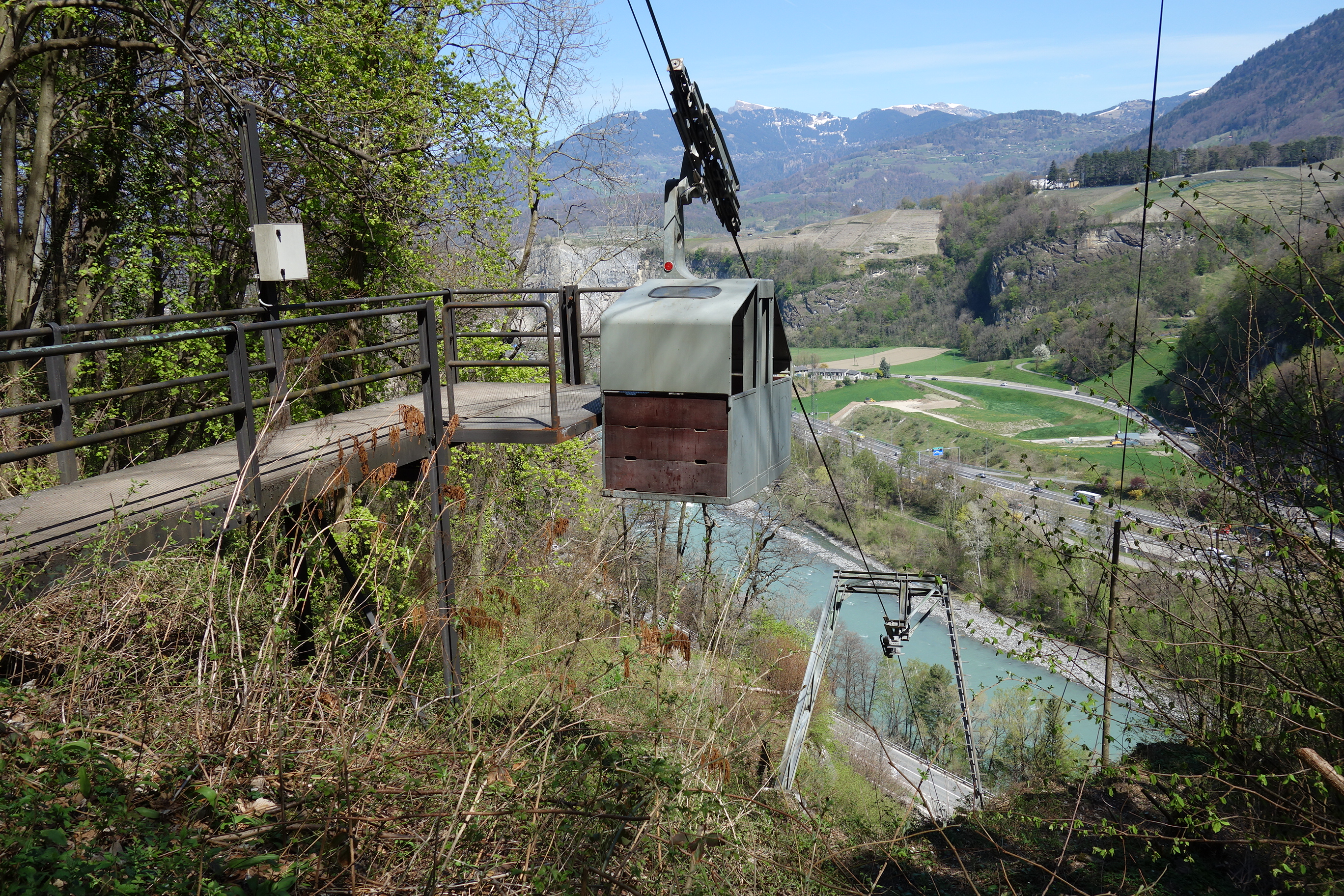
Seilbahn Z 104 zur Festung

Die Versorgung der Festung Cindey erfolgte mittels der Luftseilbahn Z 104 vom Tal aus, Strom und Übermittlungsmittel wurden vom Fort Scex bereitgestellt.⊙⊙ Das Wasser wurde in Friedenszeiten von Saint-Maurice bezogen, für den Kriegsfall gab es eine unterirdische Wasserfassung in der Grotte aux Fées, direkt am Wasserfall. Sie besitzt eine Telefonzentrale Philips P68/20.
1995 wurde das Fort mit der Armee 95 ausser Betrieb gesetzt und 2002 für Besucher geöffnet.

### Bewaffnung
Cindey wurde als typisches Panzerabwehrfort mit Artillerie- und Infanteriewaffen ausgerüstet: Als Festungswaffen zwei 10,5-cm-Panzerabwehrkanonen 1946 L52 mit Hebellafetten, vier 9-cm-Panzerabwehrkanonen 1950/57 auf Festungslafetten sowie drei 7,5-mm-Maschinengewehre 1951/80 auf Festungslafetten.
Als mobile Waffen waren sechs 8,3-cm-Raketenrohre, drei 8,1-cm-Minenwerfer (Mörser) 1933 und zwei 7,5-mm-Maschinengewehre 1951 zugeteilt. 

### Besatzung
Fort Cindey wurde von einer Festungskompanie mit nominell 173 Wehrmännern, 8 Offizieren, 28 Unteroffizieren und 137 Soldaten betrieben. Von 1985 bis 1995 besetzte die Festungskompanie IV/1 mit 258 Mann die Festungen von Scex und Cindey.

### Museum
Das Fort wurde vom Kanton Wallis gekauft und 2002 von der Fondation historique de St-Maurice für das Publikum geöffnet. Die Fondation historique de St-Maurice organisiert öffentliche Führungen. 
Cindey ist noch komplett so ausgerüstet, so wie es die Truppe bis 1995 jeweils bei Dienstbeginn übernommen hat: Technische Einrichtungen sowie Werk- und Korpsmaterial  vom Geschirr bis zum Dosenöffner.

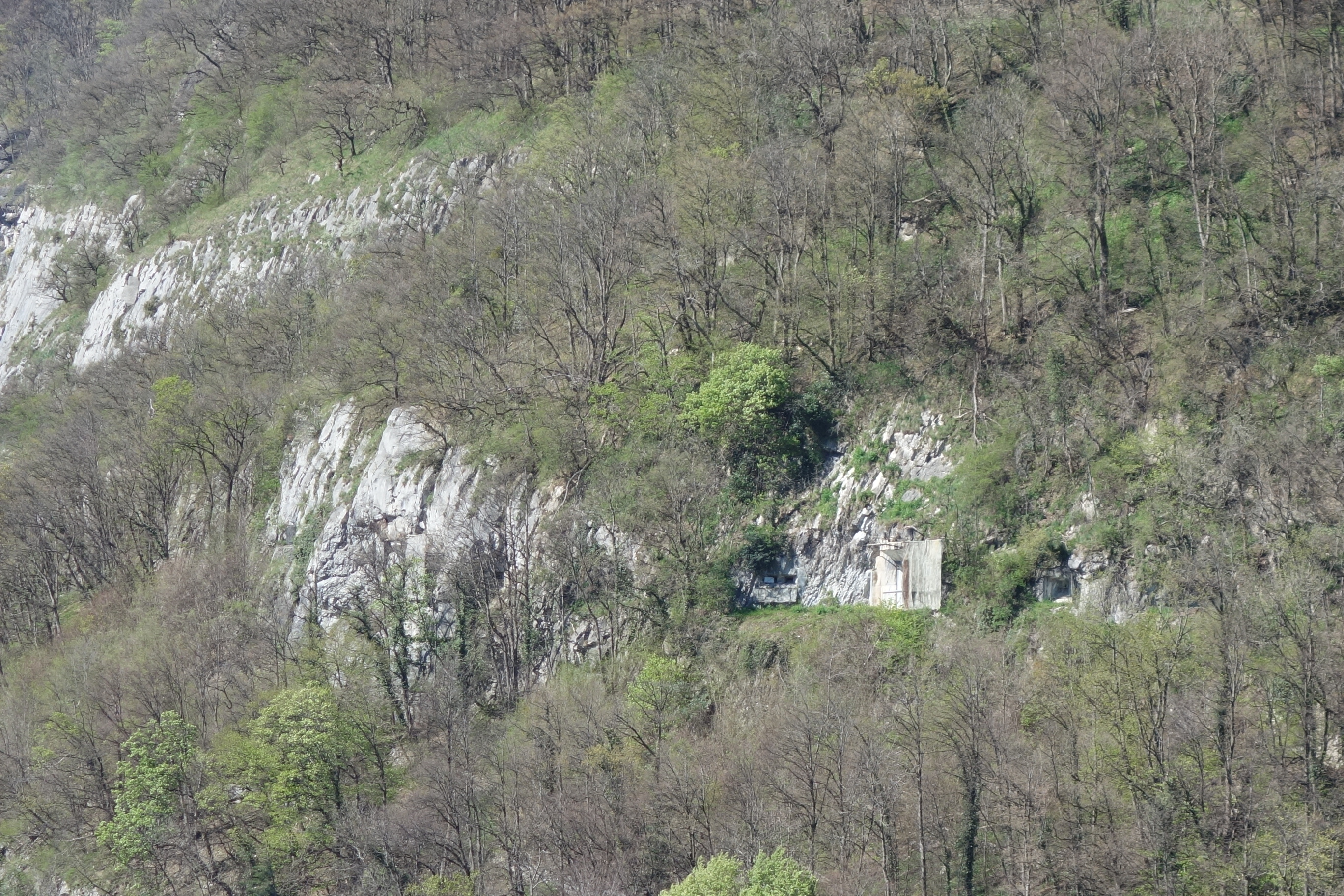
Scharten 10,5-cm-Kanonen
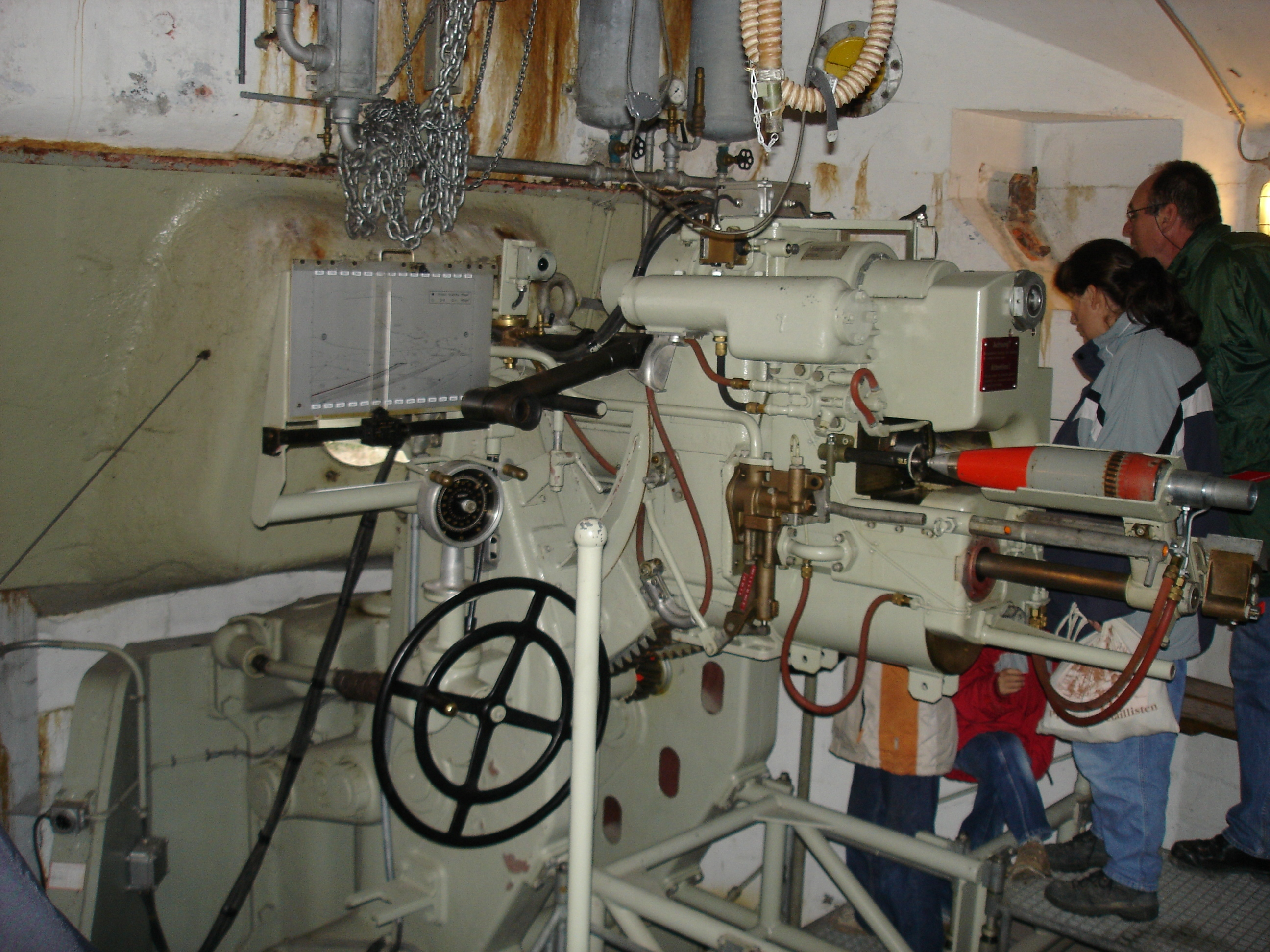
10,5-cm-Kanone links
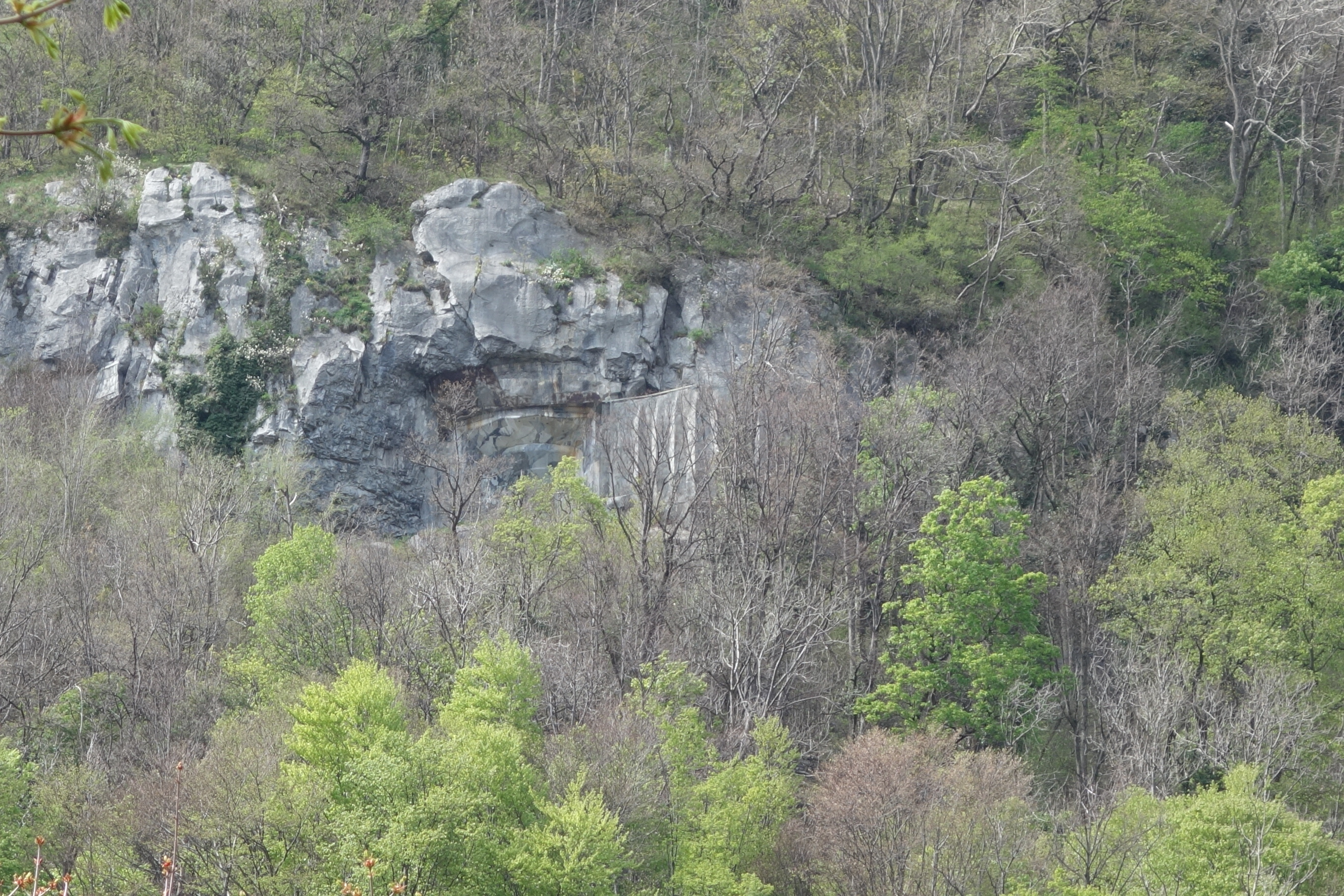
10,5-cm-Kanonen Scharte
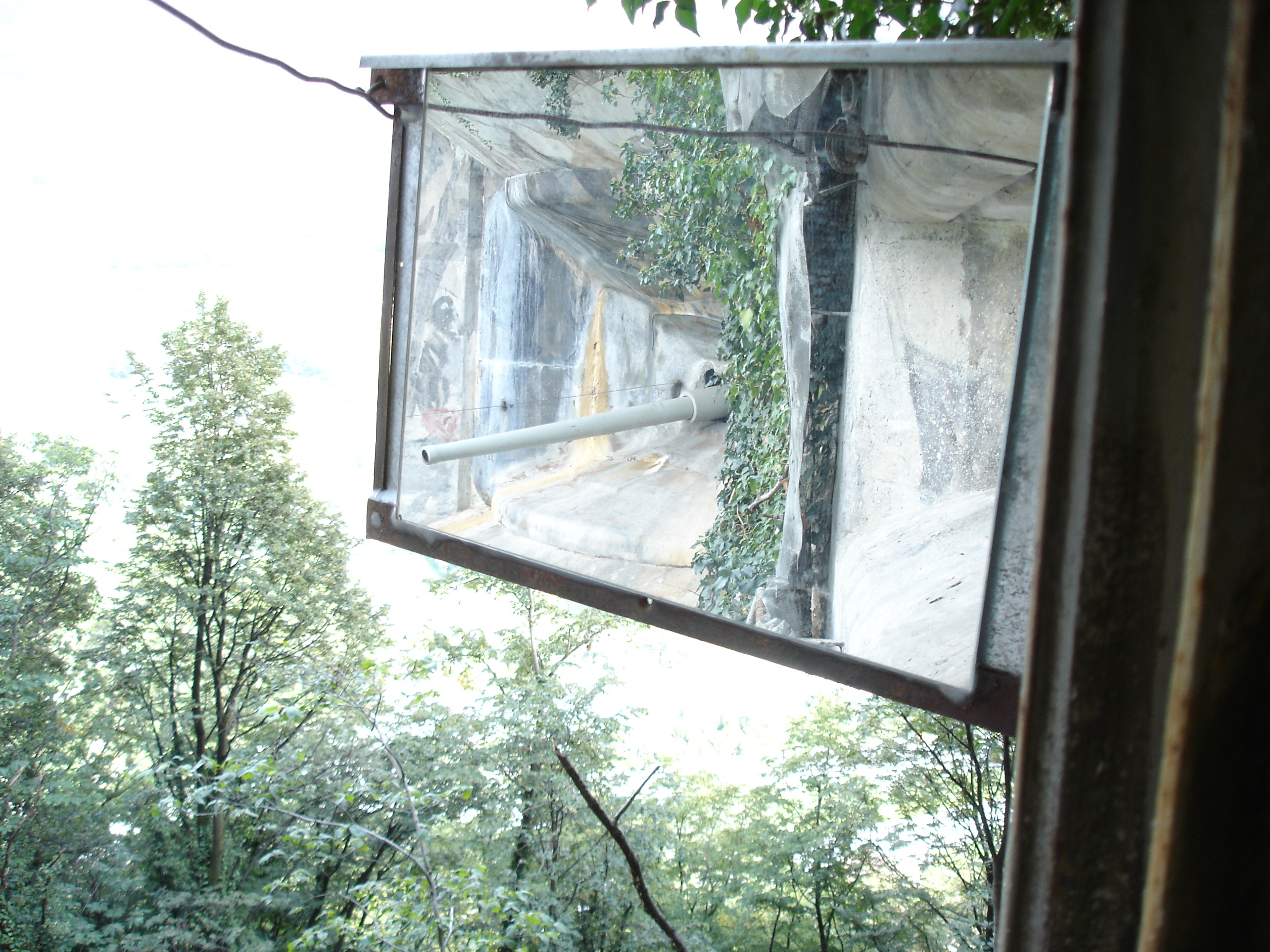
10,5-cm-Kanone aussen
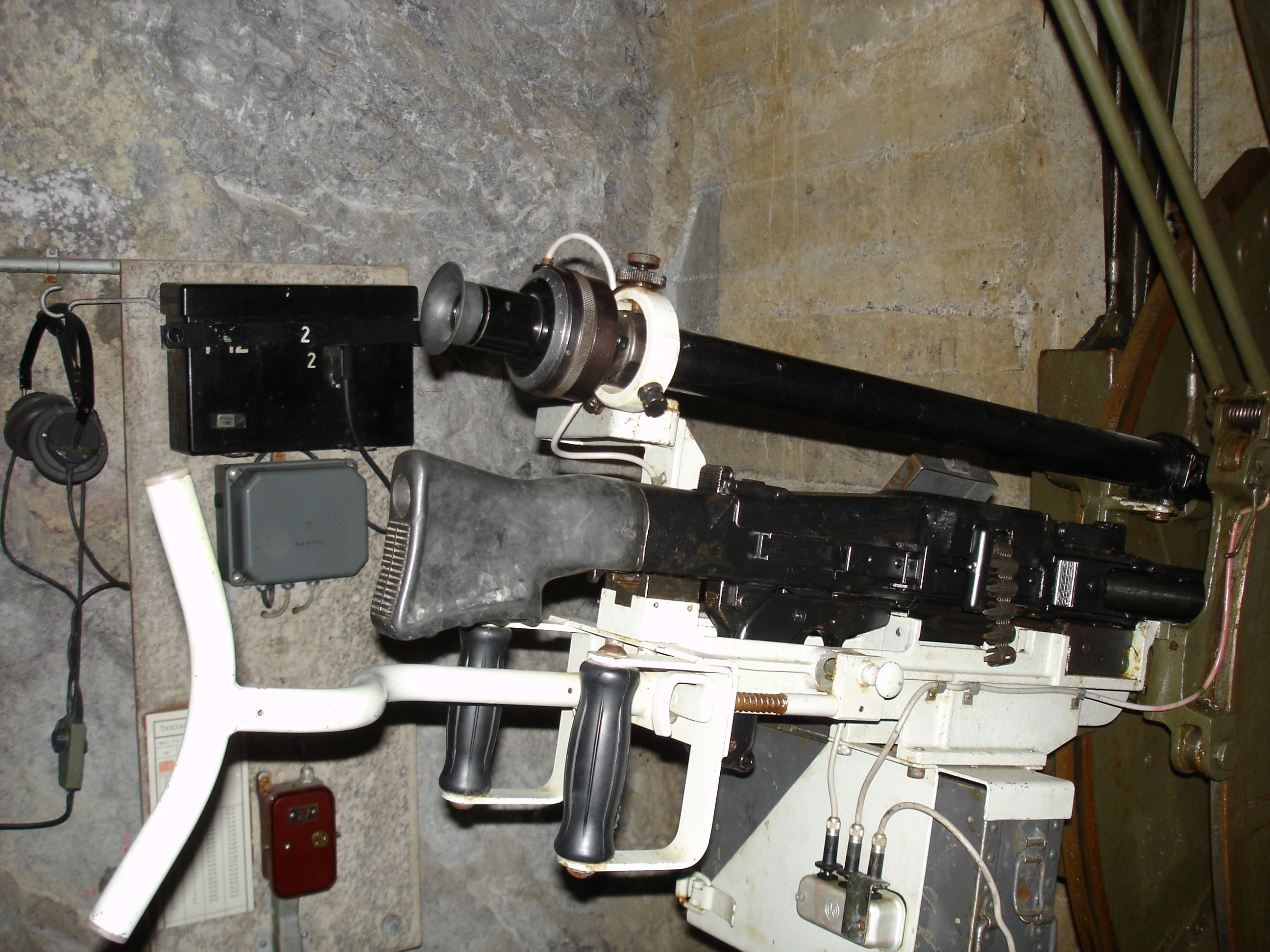
Festungsmaschinengewehr

## Artilleriewerk Petit-Mont
Das Artilleriewerk Petit-Mont (Armeebezeichnung A 130)⊙ liegt südöstlich von Le Châtel, einem zur Gemeinde Bex gehörenden Weiler, der sich in einer Geländemulde am Nordwestfuss der Dent de Morcles befindet. Das Werk wurde in den Felsen unterhalb des Geländepunktes Petit Mont 666 m ü. M. gebaut. 
Die Bewaffnung bestand aus zwei 7,5 cm Kanonen, zwei Panzerabwehrkanonen (BPak), zwei Maschinengewehren und zwei Beobachtungsscharten. Petit-Mont gilt als Sperrstelle von nationaler Bedeutung.
Die Militärseilbahn SB 8 Pré Landon–Aiguille (Batterie "Forclettaz") verband die Artilleriewerke Petit-Mont und Toveyres mit der Festung Dailly.

## Sperrstelle Grande Combe Canal de Fuite

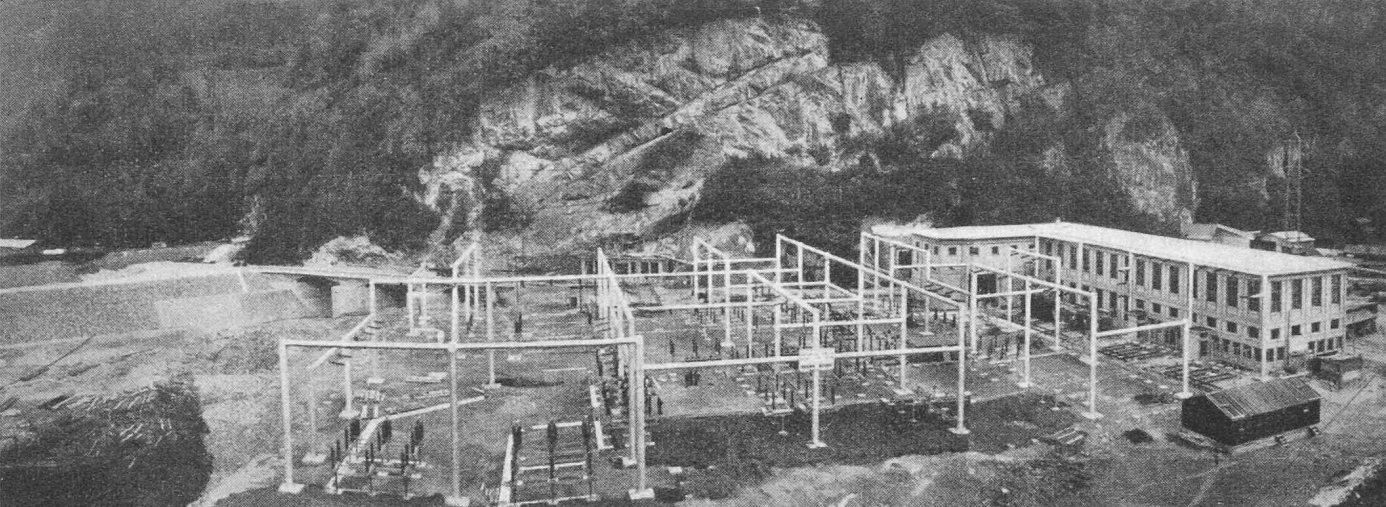
Felsen mit den beiden Infanteriebunkern

Die Sperrstelle befindet beim Kraftwerk Lavey und umfasst auch dessen Unterwasserkanal. Dieser ist das markanteste Element der Sperre, auch wenn seine militärische Funktion nicht auf den ersten Blick erkennbar ist. Die Sperrstelle wird Fort de Cindey geschützt. Sie gilt als Sperrstelle von nationaler Bedeutung.
- Infanteriebunker  Lavey A 195: Mg 51 ⊙
- Infanteriebunker  Lavey A 196: Mg 51 ⊙

## Artilleriewerk Toveyres
Das Artilleriewerk Toveyres (Armeebezeichnung A 140)⊙ liegt südlich in einer Felswand des Forêts des Ecovaux auf rund 640 m ü. M. oberhalb des Talbodens und östlich von Saint-Maurice. Es befindet sich südlich des Werks Petit Mont und hinter dem Geländehindernis des Bachs Le Courset.
Die Bewaffnung bestand aus zwei 7,5 cm Kanonen und Maschinengewehren. Neben seiner Aufgabe als Gegenwerk zu Cindey und Scex hatte es der unter ihm auf dem Talboden liegenden, zweireihigen Panzersperre Vasselin⊙ Feuerschutz zu geben.